# Päwesin
Päwesin è un comune di 521 abitanti del Brandeburgo, in Germania.

Appartiene al circondario di Potsdam-Mittelmark ed è parte dell'Amt Beetzsee.

## Geografia antropica
Il comune di Päwesin comprende le località abitate (Bewohnter Gemeindeteil) di Bagow, Bollmannsruh, Päwesin e Riewend e i nuclei abitati (Wohnplatz) di Marienhof e Vogelgesang.